# ハードディスクレコーディング
ハードディスクレコーディング（Hard Disk Recording）とはハードディスクドライブを記憶媒体としてデジタルオーディオの録音をすること。またはそのシステム。パソコンを使用しない専用機（ハードディスクレコーダー）や、デジタル録音に対応したシーケンサーを使用するコンピューターベースとがある。従来のテープメディアのマルチトラックレコーダーでは困難であった非破壊編集が容易となった。1980年代のシンクラヴィアで極めて高価な費用が掛かるものの可能となり、2000年代にPC用のDAWに移行してから主流となった。